# دوغ بيري
دوغ بيري (بالإنجليزية: Doug Berry)‏ هو جزار وسياسي أسترالي، ولد في 3 مايو 1907 في أستراليا، وتوفي في 17 أبريل 1957. حزبياً، نشط في الحزب الليبرالي الأسترالي. وقد انتخب عضو مجلس النواب الأسترالي عن دائرة غريفيث ‏ (10 ديسمبر 1949 – 29 مايو 1954).